# Christian Henrik von Finecke
Christian Henrik von Finecke var dansk gardeskapten. Han var systerson till Jörgen Beck, ägare till Näsbyholms slott, död 1744. Då ärvdes egendomen av Christian Henrik von Finecke, vilken 1756 gjorde Näsbyholm till fideikommiss för dottern Margareta von Finecke (1724-1781) och hennes man, Conrad Christoffer von Blixen.